# Dara Shikoh

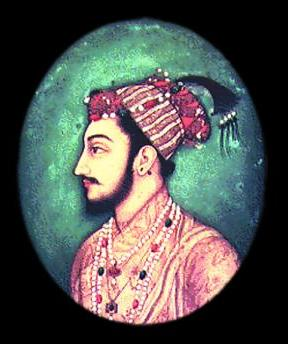
Dara Schikoh

Muhammad Dara Shikoh bzw. Muhammad Dārā Schikoh (persisch محمد دارا شكوه, DMG Muḥammad Dārā Šukūh; geboren 20. März 1615 nahe Ajmer; gestorben 12. August 1659 in Delhi) war der erstgeborene Sohn des Mogulherrschers Shah Jahan (reg. 1627–1657) und dessen Gemahlin Mumtaz Mahal, religiöser Denker, Mystiker, Dichter und Verfasser etlicher Werke in persischer Sprache.

## Name
Der Name wird gemäß der indo-persischen Aussprache in der Literatur unterschiedlich wiedergegeben: Dara Schukoh/Shukoh, Dara Schikoh/Shikoh. Dārā Šukūh (DMG) bedeutet „Besitzer der Herrlichkeit“, Dārā Šikūh (DMG) hingegen „Besitzer der Furcht“.
Außerdem kann Dārā als Reminiszenz an den altpersischen Königsnamen Dārayavauš (neu-persisch داریوش, DMG Dāriyūš, Kurzform Dārā), griechisch Dareios, aufgefasst werden. Dieser Name lautet im klassischen Persischen und im iranischen Nationalepos Schahname ebenfalls Dārā. Persischsprachige Herrscher beriefen sich gern auf die Heldensagen des Schahname, die bis in jüngste Zeit als historisch galten. In diesem Fall bedeutet der Name des Prinzen „Dareios der Prächtige“.

## Leben

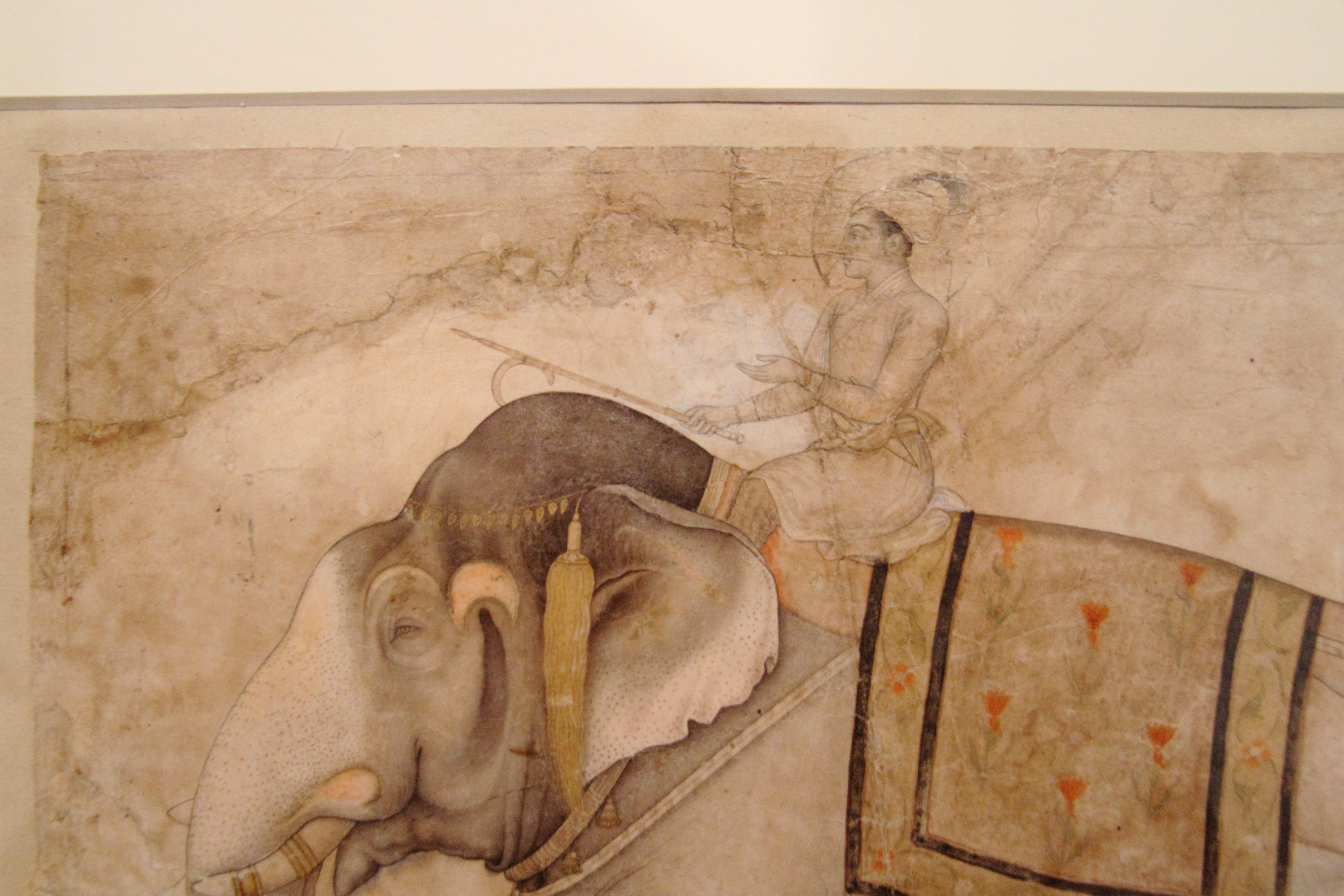
Der Prinz auf einem Elefanten reitend, der von einem tributpflichtigen Fürsten geschickt worden war

Obwohl als Thronerbe aufgewachsen, zeigte Dara Shikoh zu keiner Zeit ernsthaftes politisches oder militärisches Interesse. Trotz seines bereits 1652 fehlgeschlagenen Versuchs, die strategisch wichtige Festung Kandahar aus den Händen der Perser zu erobern, ernannte ihn sein Vater um das Jahr 1656 zum Befehlshaber eines Heeres über 60.000 Mann, darunter 40.000 Reiter.
Stattdessen fühlte sich Dara Shikoh zur Philosophie und zur Mystik hingezogen, und es heißt, dass er nur deshalb den Posten des Statthalters von Allahabad 1645 annahm, weil dort der damals bekannteste Interpret der Philosophie des Ibn ‘Arabi (gest. 1240) zu jener Zeit, Muhibbullah Allahabadi (gest. 1648), lebte. Allerdings übersiedelte Dara Shikoh nie nach Allahabad, sondern es blieb beim regen Briefwechsel mit Muhibbullah.
Bereits sein Großvater Jahangir (1605–1627), aber auch sein Vater Shah Jahan hatten Sufis und Hinduheiligen hohe Ehrerbietung erwiesen, und als er in jugendlichem Alter schwer erkrankte, wurde er von seinem Vater nach Lahore zu Mian Mir (gest. 1635) gebracht. Dieser war der Scheich (Oberhaupt) des Qādirīya-Ordens, der im späten 16. Jahrhundert im Sindh und im südlichen Punjab große Bedeutung erlangt hatte. Die Heilung des Jungen bewirkte seine tiefe Verehrung für Mian Mir, so dass er sich später gemeinsam mit seiner Schwester Jahanara dem Orden anschloss.
Dara Shikoh umgab sich nicht nur mit islamischen Mystikern, sondern auch mit hinduistischen Yogis und Sannyasis, die ihn alle auf seinem verhängnisvollen Feldzug nach Kandahar begleiteten. Große Teile seiner Höflinge sowie vor allem die Religionsgelehrten (arabisch علماء, DMG ʿUlamā') missbilligten dieses Verhalten. Ähnliches galt für sein offensichtliches Desinteresse an praktischer politischer Arbeit.
Während der Krankheit des Vaters Shah Jahan nahmen seine jüngeren Brüder, darunter Aurangzeb, während der Jahre 1657 und 1658 die Gelegenheit wahr, sich gegen Dara Shikoh sowie den Vater Shah Jahan zu erheben und Dara Shikoh zum Häretiker (mulḥid) erklären zu lassen. Während der darauf folgenden Auseinandersetzungen floh Dara Shikoh aus der Hauptstadt, suchte Zuflucht, wurde jedoch gefangen genommen und an Aurangzebs Gefolgsleute übergeben. Kurze Zeit später wurde gegen ihn der Prozess wegen Häresie eröffnet, der mit seiner Verurteilung zum Tode endete. Am 12. August 1659 (22. Ḏū'l-Ḥiǧǧa 1069 A. H.) wurde Dara Shikoh hingerichtet und im Mausoleum seines Urahnen Humayun zu Delhi beigesetzt.

## Werke

### »Die Arche der Heiligen«, 1640
(arabisch سفينة الاولياء, DMG Safīnat al-aulīyā’)
Dara Shikoh verfasste sein erstes Werk Safīnat al-aulīyā’ („Die Arche der Heiligen“) zum 21. Januar 1640 (27. Ramaḍān 1049 A. H.). Es handelt sich um eine Sammlung von Lebensbeschreibungen heiliger Männer und Frauen nach dem Vorbild von Nafaḥāt al-’uns („Die Düfte der Freundlichkeit“) des ‘Abd ar-Rahman-i Dschami (gest. 1492) aus Herat, worin er namhafte Mitglieder verschiedener Sufi-Orden, aber auch die ersten vier Kalifen, die zwölf schiitischen Imame sowie die Begründer der vier islamischen Rechtsschulen aufführt. Auf diese Art und Weise stellte er unter Beweis, dass er zu allen Zeiten durchaus auch den dogmatischen Prinzipien des Islams verbunden blieb. So nannte er sich selbst wiederholt einen „ḥanafitischen Qādirī“, und seine mystischen Schriften entsprachen weitgehend denjenigen anderer Sufis. Ein weiterer bemerkenswerter Aspekt der Arche der Heiligen liegt darin, dass er den Mystikerdichter Dschalal ad-Din-i Rumi (gest. 1273) und dessen Familie fälschlicherweise der spirituellen Kette (silsila) der Kubrawiyya zuordnete.
Das Datum selbst hatte für ihn eine besondere Bedeutung, da er am 27. Ramadan 1040 A. H. (1630 n. Chr.), in der Lailat al-qadr (Nacht der Niederkunft des Korans) sein erstes mystisches Lichterlebnis hatte, das er auf die spirituelle Gegenwart des Mian Mir zurückführte.

### »Die Seelenruhe der Heiligen«, 1642
(arabisch سكينة الاولياء, DMG Sakīnat al-aulīyā’)
In seinem zweiten Werk Sakīnat al-aulīyā’ („Die Seelenruhe der Heiligen“) beschrieb Dara Shikoh seine Hingabe an Mian Mir sowie an dessen Schwester Bibi Dschamal Chatun und Mulla Schah Badachschi (gest. 1661), der die spirituelle Kette nach Mian Mirs Tod weiterführte, und unter dessen Führung sich Dara Shikoh und seine Schwester Jahanara um 1640 dem Orden anschlossen.
Das Werk führt vorzüglich aus erster Hand in das Leben und die Überlieferungen der Mystik in Lahore und Kaschmir ein.

### »Der Pfad der göttlichen Wahrheit«
(arabisch طريقة الحقيقة, DMG Ṭarīqat al-ḥaqīqa)
In diesem Werk werden Poesie und Prosa miteinander verknüpft, wobei die meisten dichterischen Zitate von Rumi stammen. Dennoch wird die Urheberschaft Dara Shikoh zugeschrieben, wobei gewisse Zweifel bestehen bleiben, da sich dieses Werk in seiner besonderen Vielschichtigkeit von seinen vorigen Werken unterscheidet.

### »Sendschreiben über die Wegweisung zur göttlichen Wahrheit«, 1646
(persisch رسالهٔ حق نما, DMG Risāla-i ḥaqqnumā)
Dieses Werk gilt als eine seiner beeindruckendsten Studien über den Sufismus. Sie ist am Stil des Ibn ‘Arabi von Murcia (gest. 1240) ausgerichtet, von dessen Philosophie Dara Shikoh zutiefst beeinflusst war. Die meisten Sufis, mit denen er regen Austausch pflegte, wie Muhibbullah und Schah Dilruba, waren Verfechter der Vorstellung über die Waḥdat al-wuǧūd (Einheit der Existenz), so wie sie Ibn ‘Arabi entwickelt hatte. In diesem kleinen Buch versuchte Dara Shikoh die vier verschiedenen Existenzebenen zu verdeutlichen: von der menschlichen Welt (arab. nāsūt) aufsteigend zu den Höhen der göttlichen Welt (arab. lāhūt).
Er betrachtete dieses Büchlein als Zusammenfassung nicht nur der beiden Werke des Ibn ‘Arabi, Al-futūḥāt al-makkiyya („Die mekkanischen Offenbarungen“) und Fuṣūs al-ḥikam („Die Ringsteine der Weisheiten“), sondern auch der Lama‘āt („Lichtstrahlen“) des Fachr ad-Din-i ‘Iraqi (gest. 1289), der eine Zeit lang im panjabischen Multan verbracht hatte, sowie der Lawā’iḥ („Erscheinungen“) des Dschami aus Herat (gest. 1492). In seinem Schlussvers, in dem er auch das Jahr der Vollendung des Werkes erwähnt, beteuert er seine göttliche Eingebung.

### »Das mächtigste Elixier«
(persisch اكسير اعظم, DMG Iksīr-i a‘ẓam)
Bereits in der Risāla nannte Dara Shikoh die Selbsterkenntnis „das mächtigste Elixier“. So nahm er diese Aussage auch als Überschrift zu seinem kleinen, kurze Zeit später verfassten Dīwān (Gedichtsammlung), worin er unter dem Pseudonym Qādirī seine Gedanken in überlieferte Bilder kleidete.
Die Aussage einiger Verse sind allerdings von außergewöhnlicher Bedeutung, da er gegen die dogmatische Borniertheit der Religionsgelehrten („Mulla“) zu Felde zieht:
بهشت آن جا كه ملائى نباشد
ز ملا بحث و غوغائى نباشد
جهان خالى شود از شور ملا
ز فتواهاش پروائى نباشد
bihišt ān ǧā ki mullā-’ē nabāšad
zi mullā baḥs̱-u ġauġā-’ē nabāšad
ǧahān ḫālī šawad az šōr-i mullā
zi fatwāhā-š parwā-’ē nabāšad
Das Paradies ist, wo kein Mulla ist,
Wo kein Geschrei und Krach vom Mulla ist!
O wär die Welt von diesen Mullas leer
Und keiner hört’ auf ihren Rechtsspruch mehr!
Denn wo der Mulla lebt, an jenem Ort
Findet kein Weiser sich; rasch zieht er fort!
Jedoch auch ganz im Sinne der Liebesmystik des Fachr ad-Din-i ‘Iraqi oder auch des Ibn ‘Arabi äußert er:
O Du, von dessen Namen Liebe regnet,
Von dessen Brief und Kunde Liebe regnet –
Wer deine Straße fand, der fiel in Liebe,
Von Deinem Dach und Tor ja Liebe regnet!

### »Die Wohltaten der Mystiker«, 1652
(arabisch حسنات العارفين, DMG Ḥasanāt al-‘ārifīn)
Im Jahr 1652 stellte Dara Shikoh eine Sammlung von Šaṭaḥāt („Streifzüge“ in der Bedeutung von „paradoxe Redewendungen“) von 107 Heiligen zusammen, die er Ḥasanāt al-‘ārifīn („Die Wohltaten der Mystiker“) nannte. Viele Vierzeiler daraus entsprechen Aussagen vorangegangener Sufis. Dieses Buch gilt als sein letztes Werk, das sich ausschließlich mit der Sufi-Literatur befasste.

### Die Gespräche von Lahore, 1653
Hierbei handelt es sich um Gespräche, die Dara Shikoh mit dem Hindu-Weisen und Mitglied der reformerischen Kabirpanthi-Sekte, Baba Lal Das, in Lahore führte, wo er sich nach seiner verheerenden Niederlage vor Kandahar im Jahr 1653 aufhielt. Diese Gespräche fanden auf Hindustani statt und wurden von Dara Shikohs Sekretär Chandar Bhan Brahman in persischer Sprache niedergeschrieben. Chandar Bhan Brahman selbst war als Dichter und Meister des „Persischen Stils“ bekannt.
Dieser Diskurs, der von den beiden Biografen Clément Huart und Louis Massignon in ihrer Arbeit mit diesem Titel versehen wurde, offenbart das solide Wissen des Prinzen bezüglich der indischen Mythologie und Philosophie. Damit stellte sich Dara Shikoh in eine Reihe mit seinem Urgroßvater Akbar I. (1542–1605), der während seiner Regierungszeit Übersetzungen zahlreicher bedeutender Sanskrit-Werke ins Persische angeordnet hatte. Die „Gespräche von Lahore“ bewegten sich zwischen rein philosophischen Gedanken und Fragestellungen, die unter anderem das Verständnis des Ramayana betrafen.

### »Der Zusammenfluss der beiden Meere«, 1655
(arabisch مجمع البحرين, DMG Maǧma‘ al-baḥrain)
Ein Werk, das noch viel deutlicher auf Dara Shikohs intensive Beschäftigung mit Gemeinsamkeiten des hinduistischen Denkens und des islamischen Sufismus hinweist, ist Maǧma‘ al-baḥrain („Der Zusammenfluss der beiden Meere“). Allein schon dieser Titel, der dem Koran, Sure 18:60, entnommen ist, unterstreicht seine Absicht nachzuweisen, dass die „beiden Meere“ der beiden Religionen Islam und Hinduismus ineinander aufgehen und somit auf der Ebene des einheitlichen Grundgedankens von Sein und Wirklichkeit nicht mehr unterscheidbar seien. Außerdem enthält das Buch eine Anzahl von hinduistischen Begriffen, die er ins Persische zu übertragen versuchte.

### »Das unermesslich große Geheimnis«, 1657
(persisch سِرّ اكبر, DMG Sirr-i akbar)
Dieses Werk entstand aus der persischen Übersetzung von zweiundfünfzig Upanishaden, die er mit der Hilfe von Brahmanen und Pandits erstellte. Seinem Vorwort zufolge war Dara Shikoh zutiefst davon überzeugt, dass die religiöse Wahrheit nicht ausschließlich in jenen Büchern enthalten sei, die ausdrücklich im Koran erwähnt werden, wie Thora, Psalmen und Evangelien, denn im Koran, Sure 56:78, werde ein „verborgenes Buch“ erwähnt, das noch nicht enthüllt sei. Demgemäß ging er davon aus, dass dieses verborgene Buch als früheste Offenbarung in den Veden und da insbesondere im Vedanta enthalten sei. Aus seiner Sicht verkörpern die Upanishaden dasselbe Konzept der transzendentalen Einheit des Absoluten wie auch der Koran. Daher erachtete er es für notwendig, dieses Wissen seinen muslimischen Glaubensbrüdern zur Verfügung zu stellen. Wie dieses Werk zustande kam, ist allerdings umstritten. Möglicherweise wurde es von jenen Hindugelehrten verfasst, wobei Dara Shikoh deren Erläuterungen auf Persisch niederschrieb. Dabei wurden beispielsweise die Hindu-Götter Brahma, Vishnu und Shiva zu den Erzengeln Gabriel, Michael und Raphael.
1801/02 erschien eine zweibändige lateinische Übersetzung von Anquetil-Duperron unter dem Titel Oupnek'hat (id est Secretum tegendum) in Straßburg. Diese fand auch in Deutschland ihre Leser, darunter Arthur Schopenhauer.

## Weitere Werke
Dara Shikoh war als Kunstliebhaber auch ein geschickter Kalligraf. Seine Begabung schlug sich in einem Sammelalbum (pers. Bedeutung des arab. muraqqa‘) nieder, das er 1641 für Nādira Begum angefertigt hatte und das gegenwärtig in der India Office Library zu London aufbewahrt ist. Es enthält 78 Blätter mit Miniaturen und Kalligrafien, so wie es in derlei Alben während der Mogulzeit üblich war. Dara Shikohs Kalligrafiemeister war Raschida, Neffe des berühmten persischen Kalligrafen Mir ‘Imad-i Hasani, der nach der Ermordung seines Onkels 1615 am Mogulhof Zuflucht gefunden hatte. Dara Shikoh war nicht nur Meister in Nasta‘līq-, sondern ebenso begabt in Nasḫ- und Raiḥānī-Schrift. Unter seinen Niederschriften ist uns ein Exemplar eines Mas̱nawī („Zweizeiler“) von Sultan Walad (gest. 1312), Sohn des Dschalal ad-Din-i Rumi, erhalten. Außerdem sandte er ein von ihm erstelltes Koranexemplar zum Schrein seines Meisters ‘Abd al-Qadir-i Dschilani (gest. 1166) zu Baghdad. Allerdings wurde sein Name aus vielen der von ihm selbst erstellten oder auch an ihn gerichteten Kalligrafien nach seiner Hinrichtung getilgt.

## Bedeutung und Wirkung
Dara Shikoh, der „unglückliche Schöngeist“, wurde zu allen Zeiten wegen seiner „unbefangenen Vorstellungskraft“ unterschiedlich beurteilt. Europäische Indienreisende des 17. Jahrhunderts, darunter François Bernier, beschuldigten ihn, „... eine zu hohe Meinung über sich selbst ...“ zu haben und niemals seine wahre religiöse Gesinnung zu zeigen, so, „... wie sich ein Christ unter Christen, ein Heide unter Heiden verhält“. Niccolò Manucci trug sich sogar mit dem Gedanken, dass Dara Shikoh überhaupt keiner Religion angehöre. Dementsprechend gaben der Lebensstil des Dara Shikoh sowie sein Umgang mit Mystikern und unorthodoxen Gelehrten aus beiden Religionen Anlass zu vielen Missverständnissen und Bedenken ihm gegenüber.
Gemäß diesen Beurteilungen verkörperten die beiden Brüder Dara Shikoh und Aurangzeb die beiden Pole des indischen Islams: Aurangzeb gewann die Zuneigung jener Muslime, die sich an einer eng ausgelegten Dogmatik ihrer Religion ausrichteten und auf eine ausgeprägte muslimische Identität Wert legten. Dementsprechend unbeliebt war er bei mystisch orientierten Muslimen sowie bei den meisten Hindus.
Im Gegensatz dazu wurde Dara Shikohs Geisteshaltung als wahrhaftig indisch angesehen. Im 20. Jahrhundert äußerte sich der Dichterphilosoph Muhammad Iqbal über Dara Shikoh, indem dieser „die Saat der Ketzerei weitertrug, die sein Vorfahre Akbar gesät hatte, während Aurangzeb wie ein Abraham in seinem Götzentempel saß [um die Götzenbilder zu zerstören]“.
Schon vor der Regierungszeit Kaiser Jahangirs wurde versucht, eine Annäherung zwischen Islam und Hinduismus zu hintertreiben, wie bereits beim Versuch Kaiser Akbars, zwischen beiden Religionen eine Brücke zu schlagen. Dennoch stand weiterhin ein Großteil vor allem der schiitischen Bevölkerung hinter Dara Shikoh und damit gegen Aurangzeb.
Allerdings darf nicht außer Acht gelassen werden, dass Dara Shikoh weniger an der Aussöhnung zwischen Islam und Hinduismus auf politischer oder praktischer Ebene gelegen war, worauf sich noch Akbar I. konzentriert hatte, sondern eher an der auf Erfahrung beruhenden Verwirklichung dessen, dass über den esoterischen Zugang zu beiden Religionen ein einziges göttliches Prinzip hinter der vordergründig sichtbaren Vielfalt zu erkennen sei, so „wie es nur einen einzigen Ozean gibt, dessen Wellen und Schaumflecken nicht voneinander unterschieden werden können, wenn sie einst verschwunden sein werden“.
Die westliche Geisteswissenschaft begegnete dem Wirken Dara Shikohs zum ersten Mal um 1801, als seine persische Übertragung der Upanishaden, von A. H. Anquetil-Duperron unter dem Titel Oupnek‘hat, Id Est Secretum Tegendum ins Lateinische übersetzt, in Europa erschien. Dies weckte unter europäischen Denkern ein großes Interesse an indischer Mystik sowie Philosophie und schuf den Mythos von Indien als Heimat jeglicher mystischer Weisheit.